# Kōtarō Nogami
Kōtarō Nogami (野上浩太郎, Nogami Kōtarō), né le 20 mai 1967 à Toyama, est un homme politique japonais, membre du Parti libéral démocrate.
De 2020 à 2021, il est ministre de l'Agriculture, des Forêts et de la Pêche au sein du gouvernement Suga,.

## Carrière politique
Pendant trois ans, Nogami a été porte-parole adjoint du gouvernement Abe, en assistant Yoshihide Suga.